# Camino Natural de Fuerteventura
El Camino Natural de Fuerteventura es un itinerario perteneciente a la Red de Caminos Naturales de España, un proyecto desarrollado por el Ministerio de Agricultura, Pesca y Alimentación (MAPA), que se encarga de la recuperación de antiguas infraestructuras relacionadas con el transporte y la comunicación, que actualmente se encuentran en desuso o en estado de abandono, para su uso senderista y ciclista.

## Localización
Este Camino Natural recorre Fuerteventura, la segunda isla más grande archipiélago, y reserva de la biosfera desde 2009. Es una de las islas más visitadas, gracias sus playas y sus paisajes. Su temperatura viene acondicionada por los vientos alisios, de componente noreste y estratificados, que hacen que las nubes se queden ancladas en el noreste de la isla y en la zona suroeste haya un clima mucho más despejado y cálido. Esto afecta también al paisaje y las especies que crecen. A ello se le suma que tanto Fuerteventura como Lanzarote carecen de cortas altas, por lo que las nubes no se quedan estancadas, y el clima en toda la isla es cálido, despejado y sin precipitaciones.
Además de los vientos alisios, cuentan con otro fenómeno atmosférico en la isla, y que comparten con su vecina Lanzarote, el upwelling. Éste consiste en que las capas más superficiales del agua oceánica son desplazadas por el viento, con lo que las capas inferiores del océano suben a menor temperatura, amortiguando las altas temperaturas que vienen de África.
El Camino Natural de Fuerteventura coincide en su trazado con el GR-131, y atraviesa el islote de los Lobos y la isla de Fuerteventura de norte a sur. Se trata de un entorno casi desértico, con muy pocos árboles, destacando sus playas de arena dorada y sus aguas turquesas, que contrarrestan con los malpaíses de la zona. Transcurre principalmente por senderos suaves, a excepción de la subida al Pico de la Zarza o la degollada del Cofete. Además, atraviesa numerosos espacios naturales, como el Parque Natural del Islote de Lobos, el Monumento Natural del Malpaís de la Arena, la Montaña de Tindaya, el Parque Rural de Betancuria, el Monumento Natural Montaña Cardón y el Parque Natural de Jandía. Entre sus endemismos están el cardón de Jandía, una gran variedad de palmeras y tajales. Además, supone una gran reserva para la nidificación de aves como el aguililla, la hubara canaria, el guirre o la pardela cenicienta.
A todo ello se le suma la historia de la isla, que va desde los aborígenes previos a su conquista normanda, pasando por las civilizaciones que la han poblado, además de sus formar de cultivar la tierra en un entorno tan hostil, ya que, a la ausencia de árboles y su clima desértico y árido, se le suma la escasez de lluvias y una temperatura media por encima de los 20 °C. Esto requiere que el caminante vaya preparado para ello, evitando las horas centrales del día en verano, y bien provisto de agua y protección solar.

## Descripción por tramos

### Tramos habilitados
El Camino Natural de Fuerteventura se encuentra dividido en nueve etapas. Además, existen siete senderos de pequeño recorrido (PR) en la isla y seis senderos locales (SL).

#### Etapa 1: Isla de los lobos
El Camino Natural tiene su punto de partida en la isla de lobos, al nordeste de Fuerteventura. Su nombre le viene dado por sus antiguos habitantes, una colonia de focas monje, lobos marinos. La ruta comienza en el embarcadero de la isla comienza la primera etapa del Camino. El Muelle supone el punto de partida hasta donde se llega en barco desde Corralejo. En él hay un centro de información acerca del Parque Natural de Corralejo, además de las viviendas de El Puertito y una zona de acampada.
El viajero debe poner rumbo hacia el norte, llegando a la playa de la Calera, conocida como la Concha. Siguiendo rumbo norte se llega a un cruce desde donde sale un sendero que lleva a las salinas de Marrajo. El Camino continúa entre tabaibas dulces y aulagas, con la montaña de La Caldera presidiendo el paisaje de forma constante. Al llegar al cruce con la misma, se encuentra el Llano de los Labrantes, un asentamiento portugués de 1860 que se encargó de construir el faro de la isla. Siguiendo el sendero se pasa entre el Morro de Las Pilas y el Morro Escarchado hasta llegar al Morro Colorado. Desde aquí ya se puede ver el faro sobre el Martiño y el final del sendero. Justo antes de comenzar la subida de la montaña hasta el faro, sale un sendero que indica la vuelta a El Muelle, pudiendo volver por el mismo camino o tomando una senda por el lado oriental que recorre el islote.

#### Etapa 2: Corralejo - La Oliva
Saliendo desde Corralejo, uno de los principales puntos turísticos de la isla, mientras se atraviesa el casco urbano desde la plaza de Patricio Calero hasta la avenida Juan Carlos I. Después el Camino torna hacia el sur hasta la rotonda Estrella del Norte para girar en dirección Morro Francisco. A partir de aquí, aparece una pista de tierra que atraviesa numerosos campos de cultivo, donde se pueden observar las diferentes técnicas de cultivo tradicionales de la zona, como sus arenados, sistemas de cultivo cercados para proteger cultivos del ganado caprino. En la zona se pueden ver diversos malpaíses y los conos volcánicos de Bayuyo. El viajero pasa junto a la Caldera Encantada, la Caldera Rebanada y el Calderón Hondo y llega a un cruce donde empieza el sendero local SL FV 2, que va desde el Calderón Hondo hasta Lajares.
Antes de llegar a Lajares, hay un área de descanso y a su llegada a la localidad, el Camino vuelve a conectarse con el GR-131. Continúa atravesando el pueblo, entre molinos, campos de cultivo y camellos, que se usan para trabajar la tierra. Tras abandonar Lajares se encuentra el barranco Melián, también llamado de los Enamorados o de los Encantados, que está declarado como BIC por sus restos paleontológicos. Cuenta con dunas fósiles y otros elementos de alto interés tanto geológicos como históricos y culturales, además, también se encuentra allí ubicada la ermita de San Antonio de Padua. El Camino sigue por pista pasando por zonas de cultivo y una finca ecológica, hasta llegar a un nuevo área de descanso.
Continúa la pista a través de las laderas de Tejate y bordea la montaña de la Arena posteriormente, atravesando el Monumento Natural del Malpaís de la Arena. Sigue el Camino a los pies de la montaña de los Saltos, y prosigue hasta La Oliva, que ya se vislumbra a lo lejos con las siluetas de sus molinos. Dentro del Monumento Natural, la ruta sigue hasta llegar a una carretera, que indica la entrada al pueblo. A su entrada se encuentra la Casa del Inglés, uno de los edificios más emblemáticos de La Oliva. Sigue el Camino hasta su plaza donde se ubica la iglesia de Nuestra Señora de la Candelaria, declarada BIC, una de las más grandes de la isla y que cuenta con obras de Juan de Miranda. La plaza es el punto final de esta etapa, aunque la población cuenta con multitud de lugar de interés para el viajero.

#### Etapa 3: La Oliva - Tefía
El punto de partida, La Oliva, fue el epicentro de la isla durante el siglo XVIII, tras el declive de su capital Betancuria. El Camino va en dirección oeste, atravesando el Lomo de la Virgen, hacia la montaña de Tindaya.
La etapa tiene su inicio, concretamente, en la iglesia de Nuestra Señora de la Candelaria de La Oliva, y gira a la izquierda. Tras un giro a la derecha se llega a una pista de tierra que va hacia el oeste. Con el pico del Tindaya gobernando el paisaje, la pista cruza la llanura y pasa al lado de la montaña de La Oliva, tras la cual el viajero se encontrará con un panel informativo. El pueblo de Tindaya espera al viajero aunque antes deberá bordear la montaña, tramo por el que sale un sendero que lleva hasta la misma. Ya en el pueblo, donde se encuentra la ermita de Nuestra Señora de la Caridad, el Camino torna hacia la derecha y aparece una bifurcación para continuar por la etapa o tomar el sendero PR FV 9 que lleva a Vallebrón y vuelve de nuevo al trazado principal. En esta zona será común encontrarse palmeras y tarajales, entremezclados con pitas y tuneras, además de tabaibas dulces y salvajes. En las tuneras vive la cochinilla, un insecto que se utiliza principalmente para la creación de tintes rojos y morados. Entre su fauna, el viajero podrá ver con asiduidad a la avutarda canaria, el corredor, la terrera marismeña y el acaraván, gracias a que el trazado pasa junto a varias ZEPAs.
Tras dejar atrás Tindaya, se continúa por el Malpaís del Sobaco hasta llegar a la montaña Quemada, donde el viajero se encontrará con un cruce que lleva a una estatua en honor a Miguel de Unamuno, desterrado en la isla en 1924. Tras ello, el Camino torna hacia el sur en dirección a la Punta del Sobaco y atravesando la llanura de Tablero Blanco hasta llegar a la carretera a Tefía. Continúa el Camino por el barranco del Risco y el Rincón del Cercado, donde el viajero podrá ver tierras cultivadas y donde se reincorpora al trazado la PR FV 9. Prosigue el sendero entonces por el Tablero de Las Avutardas llegando hasta la ermita de San Agustín de Tefía, donde se podrán ver varios paneles informativos del Camino Natural.
Ya en Tefía, el viajero puede disfrutar de sus calles y sus monumentos, como la Molina de Tefía, o el observatorio astronómico, que se encuentra en un lugar idóneo para disfrutar de los cielos despejados de la isla, y de un albergue. Éste fue antiguamente un barracón del antiguo aeropuerto militar de la zona, que fue abandonado tras un accidente que se saldó con 13 paracaidistas fallecidos, debido a los fuertes vientos. Posteriormente se convirtió en penitenciaría hasta su reconversión en albergue.

#### Etapa 4: Tefía – Betancuria
Desde la ermita de San Agustín de Tefía sale la cuarta etapa de este Camino Natural de Fuerteventura. En este punto sale también el ramal PR FV 15.1 que va por el valle del Tetir hasta el pueblo. Siguiendo por el Camino principal, se va por carretera dirección sur hasta llegar a otro cruce, del que sale también el sendero PR FV 15, que también va hacia Tetir pero por Casillas del Ángel. Ya en el cruce, la ruta va hacia el noroeste, bajando por una pista que pasa por el Ecomuseo de La Acogida, que debe su nombre a que se encuentra cerca de un terreno dedicado a acoger las aguas pluviales, y que está formado por un conjunto de viviendas que representan la arquitectura tradicional de la isla. En el poblado se pueden ver los usos y costumbres de sus primeros pobladores, así como las tareas de agricultura y ganadería de la época.
Tras dejas atrás el museo, el Camino cruza con una carretera, la FV-207, y llega hasta el Molino de Tefía, declarado BIC, que como peculiaridad cuenta con seis aspas en lugar de cuatro. Con planta circular, está construido en piedra, barro y cal. A diferencia de los molinos más tradicionales, éste cuenta con solo una planta en su interior.
Dejando atrás el molino, el Camino continúa hacia el sur, acercándose a la montaña Bermeja, para llegar a un área de descanso poco después. Sigue el trazado por una pista de tierra que atraviesa el Llano de Leme, hasta llegar a Llanos de la Concepción, donde se ubica la ermita. Después el Camino sigue dirección sur. Pasando junto a otro molino de seis aspas, también declarado BIC. Sigue la senda hasta la loma de Tetir, desde donde se puede disfrutar de las vistas del valle de Santa Inés y del pueblo. Asciende el camino por carretera hasta llegar al Parque Rural de Betancuria, donde abandona la misma. En esta zona se pueden observar una nutrida representación de tarajales, salados y aulagas. El viajero abandonará el valle por un ascenso que va por una loma hasta cruzar la carretera que baja a Betancuria, llegando al mirador de Guise y Ayose, que rinde homenaje a los reyes de las dos civilizaciones que reinaban en la isla antes de la conquista. En este punto se pueden ver numerosas tabaibas salvajes, tuneras y jorjados. El Camino pasa al lado de la noria de un pozo y encara la recta final que llega hasta la Catedral de Santa María, donde unos paneles interpretativos informan del final de la etapa.

#### Etapa 5: Betancuria - Pájara
La quinta etapa del Camino transcurre en sus inicios por las calles de Betancuria, concretamente por su casco histórico, declarado Monumento Histórico Artístico. Se encuentra situado en un valle, lejos de la costa, con la intención de mantenerse alejados de los ataques de piratas. Sin embargo, durante el siglo XVI, fue seriamente atacado por Xabán de Arráez, destruyendo la ciudad. Se trata de un pequeño municipio que fue la capital de la isla durante 4 siglos, hasta el XIX, cuando Puerto del Rosario pasó a ser la misma. Gracias a la capitalidad, se construyó la Catedral de Santa María, además de varios museos como el Museo de Arte Sacro, el Centro Insular de Artesanía o el Museo Arqueológico.
El trazado transcurre a través del centro urbano, donde el viajero puede ver, además de los elementos ya mencionados, la noria del Pozo de los Peña. Desde aquí el Camino torna de asfaltado a camino de tierra subiendo hasta llegar al Morrete de Tegetuno. Durante el trayecto es fácil encontrarse con especies vegetales como la pita, el almendro, el algarrobo o el pino carrasco. Una vez se culmina el ascenso, se encuentra un área de descanso con mesas y bancos y el Camino gira dirección sur a través de un sendero. Ya en el Morrete, un área de descanso recibe al viajero, y continúa por un sendero hasta la Degollada de Tegetuno, desde donde puede tomarse un camino alternativo, el SL FV 29, que lleva a Antigua. Continúa el Camino durante un kilómetro y en la bifurcación que aparece ha de tomarse el sendero dirección sur, entrando en pinar con ejemplares que llegan hasta los 10 metros, y donde hay un área recreativa.
El trazado continúa por una senda que lleva a lo alto del Cerro de Betancuria, lo que se conoce como Los Charcos, desde donde salen los senderos SL FV 27, SL FV 28 y SL FV 31. Durante la bajada hacia el valle, se pasa por la Casa de los Padrones, una antigua edificación rehabilitada y convertida en albergue. Durante eL descenso, se debe estar atento de las indicaciones para no abandonar el Camino. El viajero pasará junto al barranco de Palomares y llegará a Vega de Río Palmas, donde se puede visitar la ermita de la Virgen de la Peña y la imagen de la patrona de la isla en su interior.
Continuando por un tramo asfaltado, vuelve a aparecer un desvío, en este caso se trata del SL FV 27 que lleva a la presa de Las Peñitas. Sigue el trayecto por carretera hasta una pista que lleva a la Degollada de Los Granadillos, donde se encuentra otro área de descanso y donde se puede disfrutar de las vistas. Continuando se llega hasta la ermita de San Antonio de Padua, declarada BIC, en el pueblo de Toto.
Dejando la población atrás, el Camino Natural va hacia Pájara, a través de otro barranco, y se adentra en sus calles hasta llegar a la plaza donde se ubica la iglesia de Nuestra Señora de Regla de Pájara, también declarada BIC, y el Ayuntamiento, donde finaliza la etapa.

#### Etapa 6: Pájara - La Pared
Desde esta población, que data del siglo XV, continúa el Camino en su sexta etapa atravesando el pueblo y abandonándolo pasando junto al camposanto hasta llegar a un área de descanso con paneles. Sigue por el valle hasta un cruce donde se debe girar a la izquierda para tomar una pequeña subida que lleva por una pista hasta un sendero de montaña exigente, aunque no entraña dificultad. El Camino se encuentra señalizado en todo momento, pero hay que prestar atención en ciertos puntos, como cuando bordea el Filo de Tejeda, perfectamente señalizado con marcas en las rocas y mojones.
Conforme se llega a la parte alta del Filo, hay un pequeño tramo que conduce a través de la cima para luego comenzar un descenso que se corta de forma abrupta a la llegada a una valla metálica. En este punto el sendero ya no se percibe y hay que continuar siguiendo la valla hasta volver a ver la senda. Una pequeña subida al Morro del Morralito es la antesala para otro área de descanso y el comienzo del descenso hacia El Cardón. Conforme se lleva al final de la bajada, se ubica otra zona de descanso antes de cruzar la población. Una vez superada, se debe continuar por la derecha superando una valla y continuando hasta la población de La Pared, donde finaliza esta sexta etapa.

#### Etapa 7: La Pared - Casas del Risco del Paso
El punto de partida de esta etapa es La Pared, una zona residencial cercana a la playa homónima, que se caracteriza por sus arenas negras. Desde la avenida que atraviesa la población, el Camino continúa dirección Piedras Negras por una pista hasta llegar a la zona de El Jable, el sistema de dunas fósiles más grande de la isla. Desde aquí se transita por el llamado Camino de los Presos, denominado así porque los encargados de su construcción fueron presos políticos. En este tramo se puede observar el trazado del antiguo camino. Continúa por El Jable unos 10 kilómetros, y durante el trayecto, y si se tiene suerte, se pueden observar ejemplares de uno de los animales más representativos de la isla, la avutarda canaria, además de alcaravanes, gangas ortegas y corredores saharianos.
Sigue el trayecto sorteando a la derecha el Alto de Agua Oveja, hasta el Lomo Cuchillete, donde el sendero gira dirección sur, cambiando el firme y, un poco más adelante, comenzando una pendiente de bajada que va por el barranco Vachuelo de Cuevas Labradas terminando en Casas de Pecenescal. Tras bajar por su barranco y cruzar la carretera por debajo, el trayecto continúa dirección a la costa hasta llegar a Casas del Risco del Paso. En este punto se sitúa la playa homónima, punto final de la etapa, donde poder descansar lo viajeros y tomar energías para afrontar las dos últimas etapas de este Camino Natural.

#### Etapa 8: Casas del Risco del Paso – Morro Jable
Saliendo desde la playa de Risco del Paso, en el Parque Natural de Jandía, el Camino Natural discurre entre arenales. Partiendo de un panel informativo, comienza una ligera subida desde la que apreciar las playas de Sotavento, bordeando la playa. En este punto hay que estar atentos al trazado pues aparecen numerosas pistas que cruzan el Camino, por lo que hay que fijarse en las señales y en las delimitaciones. El viajero llega hasta la playa del Mal Nombre y continúa por su arena pasando junto a un chiringuito, llegando finalmente a una pista de tierra.
Sigue el sendero por pistas y pasando al lado de varias urbanizaciones hasta llegar a la playa del Matorral, donde se encuentra el Saladar de Jandía, uno de los humedales más importantes de la isla. Desde este punto tiene su inicio el PR FV 54 que llega hasta el Pico de La Zarza. Si se continúa por la etapa 8, se llega al paseo marítimo de la playa con el característico faro del Morro Jable al fondo, punto donde finaliza esta etapa. Morro Jable es un antiguo poblado pesquero que se ha ido reconvirtiendo con el paso del tiempo al turismo.

#### Etapa 9: Morro Jable – Punta de Jandía
Desde las terrazas del Morro Jable el Camino va en dirección sur hasta llegar al mirador de la playa y el faro. Se debe seguir el Camino atravesando la zona urbana dirección noroeste, hasta tomar un sendero que asciende por una loma, y continúa hasta un fuerte giro a la izquierda que cruza la carretera que va hasta la Punta de Jandía. Desde aquí sale el PR FV 55 que lleva hasta Cofete. Siguiendo la etapa 9, se pasa por los Tableros de Peñas Blancas y Casa de la Señora, hasta llegar a un área de descanso y un poco más adelante se llega a Casas de Jarós, donde se encuentran multitud de plantaciones de tomates abandonadas.
Desde aquí se puede subir para ver el mirador sobre el arco de Cofete, aunque se trata de una subida exigente. Desde el mirador se puede contemplar la costa de Cofete. Sigue el trayecto bordeando la montaña de Jarós y llegando al valle de los Mosquitos. Desde aquí, una pista paralela a la costa lleva al viajero entra acantilados y barrancos, hasta llegar a un tramo compartido con el PR FV 56, que termina en El Puertito, el mayor asentamiento de la zona. Desde aquí se continúa algo más de un kilómetro hasta el faro de la Punta de Jandía, que es el punto final de esta ruta. En el mismo se puede visitar el Museo del Faro.

## Otros datos de interés

#### Parque Natural del Islote de Lobos
Recibe su nombre de sus antiguos habitantes, una gran población de focas monje, también conocidas como lobos de mar, que contaba con una gran población en la isla antiguamente, pero que fueron esquilmadas por los conquistadores.
La isla cuenta con 467,9 hectáreas y 13,7 kilómetros de costa. Se encuentra a 2 kilómetros de Fuerteventura y a 8 de Lanzarote, en el Canal de Bocaina. Fue declarado como espacio protegido junto con las dunas de Fuerteventura en el Parque Natural de las Dunas de Corralejo e Isla de Lobos, aunque en 1994 los separaron pasándose a llamar Parque Natural Islote de Lobos. Está considerado como Área de Sensibilidad Ecológica, además está incluido como ZEPA y ZEC, con una importante colonia de gaviota argéntea y pardela cenicienta. Además, fue declarado por la UNESCO reserva de la biosfera en 2009, junto a Fuerteventura.
Entre sus endemismos y especies destacan la siempreviva y la uvilla de mar, además del salado y otras especies de siemprevivas. Cuenta también con espinos, aulagas, tabaibas, balancones y salados lanudos. Además cuenta con una nutrida representación de yacimientos paleontológicos.

#### Yacimiento arqueológico “Lobos 1”
Contiene los restos de los primeros pobladores del islote. Descubierto en 2012, se trata de un taller de época romana, de entre el siglo I a. C. y el I d. C. En él se ha descubierto un conchero, donde se extraía el tinte púrpura del Stramonita haemastoma, de gran valor en la época.